# Octavian Mercurian
Octavian Mercurian (n. 11 martie 1934, București, România – d. 28 februarie 2013) a fost unul dintre cei mai importanți antrenori români de caiac-canoe.

## Biografie
Octavian Mercurian a fost însurat timp de 45 de ani cu Maria Luiza, împreună cu care are 2 copii: Carmen Lucia (n. 1970) și Tiberiu Octavian Mercurian (n. 1973). A absolvit Institutul de Educație Fizică și Sport din București în anul 1965 și imediat după a devenit antrenor.
Timp de 31 de ani a pregătit numeroși sportivi din România, Italia și Spania în calitate de antrenor. A ocupat diverse poziții în structurile de conducere ale Federației Române de Kaiac-Canoe.
A practicat kaiacul la cluburile Locomotiva și Dinamo câștigând un titlu de campion național precum și o medalie de argint și una de bronz la Campionatele Naționale.
A iubit satul natal al părinților - satul Sibiel, acolo unde a petrecut în mare parte anii pensiei, și unde este înhumat.  

## Experiența
- 1965 - 1976 antrenor în cadrul clubului Dinamo[2]
- 1976 - 1980 antrenor în cadrul clubului Sportul Studentesc[2]
- 1981 - 1983 antrenor coordonator al lotului național de kaiac-canoe al Italiei[2]
- 1983 - 1990 antrenor în cadrul Centrului de Pregătire a Loturilor Naționale de pe lângă Consiliul Național de Educație Fizică și Sport (actualul Minister al Tineretului și Sportului)[2]
- 1991 - antrenor al lotului național de kaiac-canoe juniori al Spaniei
- 1991 - 1996 antrenor federal în cadrul Federației Române de Kaiac-Canoe

A făcut parte din colectivele tehnice care au pregătit loturile naționale de kaiac canoe în perioadele: 1965-1976 (România), 1980-1983 (Italia), 1984-1986 (România), 1987-1988 (România), 1991 (Spania), 1991-1996 (România).
Sportivii, membrii ai loturilor pregatite de Octavian Mercurian au obținut la Campionatele Europene 24 de medalii (dintre care 10 de aur), la Campionate Mondiale 33 de medalii (dintre care 10 de aur, 2 de argint obținute cu lotul național al Italiei) și Jocurile Olimpice de Vară - 5 medalii (dintre care două de aur).
A participat în calitate de antrenor la 4 jocuri olimpice de vară: München 1972, Montreal 1976, Seoul 1988 și Barcelona 1992.
A oficiat ca arbitru internațional în perioada 1966-1996.

## Repere ale carierei
Octavian Mercurian a fost antrenorul lui Ivan Patzaichin în cursa de la München, în care i s-a rupt pagaia. În cadrul Olimpiadei de la München din 1972, a obținut pentru echipa României o medalie de aur și una de argint.
Colaborarea între Ivan Patzaichin și Octavian Mercurian s-a întins pe 8 ani, între 1968-1976 depășind sfera profesională. În 1976 familia Octavian Mercurian fiindu-le nași de cununie lui Ivan și Georgiana Patzaichin, iar în 1977 botezând-o pe fiica acestora Ivona.
A fost martor ocular al atentatului de la Jocurile Olimpice de Vară de la München, locuind vizavi de blocul în care erau cazați sportivii delegației Israeluluii.
In 1975, ca urmare a unui stagiu de pregătire la Snagov, România, a lotului de Kaiac al Spaniei, il sfătuieste pe antrenorul spaniol Eduardo Herrera cu privire la componența kaiacului de 4, care un an mai tarziu câștigă medalia de aur la Campionatele Mondiale de la Belgrad iar în 1976 câștigă medalia de argint la Jocurile Olimpice de Vară de la Montreal - prima mare performanță a kaiacului spaniol din toate timpurile
In 1980 este solicitat de către Federatia Italiană de Kaiac Canoe (FICK) pentru a coordona pregătirea loturilor naționale ale Italiei. Semnează un contract pe 4 ani, întrerupt în septembrie 1983 de către statul român. L-a promovat la lotul național al Italiei și i-a fost alături timp de 3 ani la începutul carierei celui care avea sa devină unul dintre cei mai mari kaiaciști italieni din toate timpurile- campionul olimpic și multiplu campion mondial Daniele Scarpa.
- În 1988 participă în calitate de antrenor coordonator la Jocurile Olimpice de Vară de la Seoul
- În 1990 și 1994 participă ca invitat cu lucrări la simpozioane internaționale organizate în Spania
- În 1991 este solicitat de către Federatia Spaniola de Kaiac Canoe pentru a pregăti lotul național de kaiac juniori, semnând un contract pe 6 luni.
- În 1992 participă în calitate de membru al echipei de antrenori la Jocurile Olimpice de Vară de la Barcelona
- În 1996 se pensionează.

## Distincții
- Ordinul Muncii clasa a III-a (1973)[5]
- Ordinul „Meritul Sportiv” clasa a II-a (18 august 1976) „pentru rezultatele deosebite obținute la Jocurile olimpice de vară de la Montreal – 1976, precum și pentru contribuția adusă la dezvoltarea activității sportive și la creșterea prestigiului sportului românesc pe plan internațional”[6][2]